# Pleurobema plenum
Pleurobema plenum är en musselart som först beskrevs av I. Lea 1840.  Pleurobema plenum ingår i släktet Pleurobema och familjen målarmusslor. IUCN kategoriserar arten globalt som akut hotad. Inga underarter finns listade i Catalogue of Life.